# 秦皇島港
秦皇島港（しんこうとうこう）は、中国・河北省秦皇島市の一つ港、石炭取扱量として中国だけではなく世界最大の石炭中継港である。
河北省東部沿岸に位置し、北の山西、内蒙古、陝西、甘粛、寧夏などは主要石炭産地であるから、北部の石炭を南部へ輸送する主な港として、全国の沿岸港の50パーセントを占め、世界初の石炭年間輸出量2億トン規模の港となった。